# Gabriele Oriali
Gabriele Oriali   (Como, 25 de novembre de 1952) és un exfutbolista italià que jugava principalment com a migcampista defensiu, però també podia jugar com a defensa. Com a jugador, va ser conegut en particular per la seva resistència, capacitat de treball, de guanyar pilotes dividides i per la seva habilitat per trencar jugades de l'oponent.
Oriali va passar la seva carrera al club inicialment amb l'Inter, i posteriorment amb l'Fiorentina. A nivell internacional, va representar l'Itàlia al Campionat d'Europa de 1980, i també va ser membre de l'equip que va guanyar la Copa del Món de Futbol de 1982. Després de la seva jubilació, va treballar com a directiu i com a director esportiu.